# Agathosma mirabilis
Agathosma mirabilis är en vinruteväxtart som beskrevs av Neville Stuart Pillans. Agathosma mirabilis ingår i släktet Agathosma och familjen vinruteväxter. Inga underarter finns listade i Catalogue of Life.